# Chabname Zariab
Chabname Zariab (Kabul, 1982) és una escriptora, guionista i directora de cinema afganesa. Viu i treballa a França.

## Biografia
Origen de l'Afganistan, Chabname Zariab tenia set anys quan va emigrar a França amb els seus pares. El seu pare és membre del govern afganès i la seva mare, Spôjmaï Zariâb també és escriptora. Va estudiar dret i cinema a París, alhora que va dedicar el seu temps a aprendre persa. Després va treballar com a experta en danys en una companyia d'assegurances.

## Carrera profesional
El 2011, Chabname Zariab va publicar la seva primera novel·la, Le pianiste afghan (El pianista afganès). El text estava originalment destinat al cinema. De la ficció a la realitat, l'autora narra la infantesa i la trajectòria d'una nena afganesa entre Kabul i França. De tornada a la seva terra natal a la recerca del seu amor de la infància, l'heroïna es veu submergida de sobte en la por i el terror sembrats pels talibans i després de l'11 de setembre del 2001. El llibre va guanyar el Premi Mediterrània dels estudiants de secundària el 2012.
El 2015, Chabname Zariab va escriure i dirigir el curtmetratge Au noise des clochettes (Al so de les campanes), produït per Les Films du Bal. A través del retrat de Saman, la director evoca la vida diària dels bacha bazi, nens joves vestits de nenes que són portats a prestar serveis sexuals als seus amos a l'Afganistan. Va ser projectada la Royal Society of Arts el 29 de març del 2010 i després al canal Arte de la televisió francesa. La pel·lícula ha obtingut diversos premis a França i a l'estranger, inclòs el Premi a la millor primera obra de ficció durant l'edició del 2016 del Festival Internacional de Curtmetratges de Clermont-Ferrand.
Au noise des clochettes va ser nominada el 2017 al Premi al millor curtmetratge dels Premis César.
El 2018, va dirigir L'enfant chameau (El nen camell), produït per Produccions Bien o Bien. Aquesta pel·lícula representa la vida d'un nen petit submergit per la força en un món intimidatori que li és totalment estrany, la de les curses de camells. Aquesta pel·lícula també ha estat seleccionada en nombrosos festivals i ha obtingut diversos premis.

## Filmografia
- 2015 : Au bruit des clochettes (Al so de les campanes) (curtmetratge de 26 minuts).
- 2018 : L'enfant chameau (El nen camell) (curtmetratge).

## Publicacions
- Zariab, Chabname. Le pianiste afghan (en francès).  L'Aube, 2011. ISBN 2815901900.

## Distincions
- 2012: Premi Mediterrània dels estudiants de secundària per Le pianiste afghan.
- 2012: Premi del Festival de la primera novel·la de Chambéry per Le pianiste afghan.
- 2012: Favorit del jurat del Saló de la primera novel·la de Draveil per Le pianiste afghan.
- 2016: Premi a la millor primera obra de ficció per Au bruit des clochettes, Festival Internacional de Curtmetratges de Clermont-Ferrand.
- 2016: Premi al millor guió i menció especial del jurat juvenil per Au bruit des clochettes, Festival Tous Courts d'Aix-en-Provence.[10]
- 2016: Premi sense categoria per Au bruit des clochettes, Festival Internacional de Cinema d'Odense.[11]
- 2016: Premi a la millor ficció per Au bruit des clochettes, Tampere Film Festival.
- 2016: Premi a l'Excel·lència per Au bruit des clochettes, TISFF a Atenes.